# Kati Wilhelm

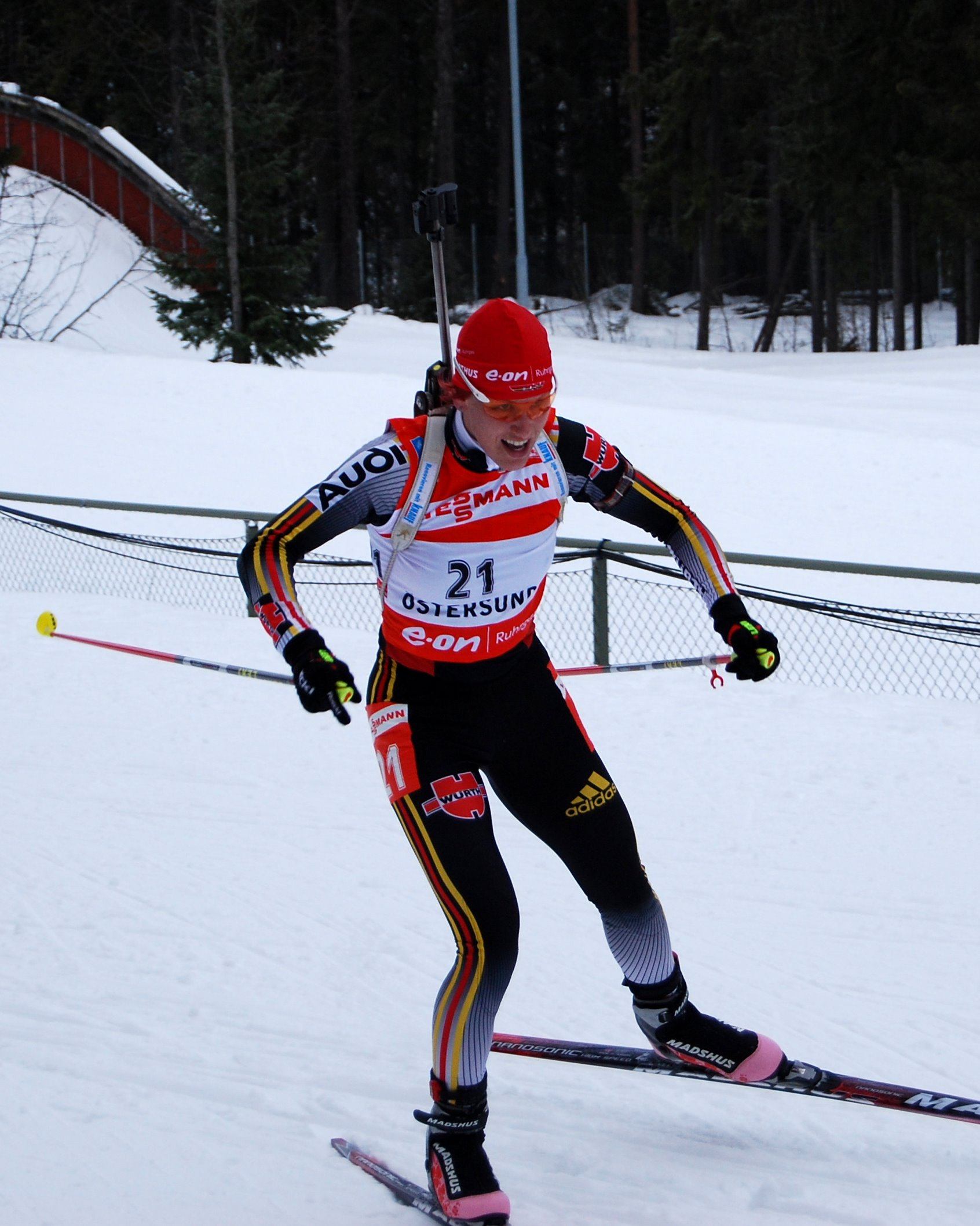
Kati Wilhelm under Världsmästerskapen i skidskytte 2008

Katarina "Kati" Wilhelm, född 2 augusti 1976 i Schmalkalden, Thüringen, Östtyskland, är en tysk f.d. skidskytt. Hon har vunnit tre OS-guld och tre OS-silver. Wilhelm har även fem guld, fyra silver och fyra brons från världsmästerskap. Efter att ha vunnit ett OS-guld och två OS-silver och dessutom stå som total segrare i världscupen säsongen 2005/06 blev hon utsedd till årets idrottskvinna i Tyskland.
Wilhelm tävlade i längdåkning under Olympiska vinterspelen 1998 i Nagano där hon kom på 5:e plats med det tyska stafettlaget. 1999 bytte hon sport till skidskytte där hon tog sin första VM-medalj i Pokljuka 2001 när hon vann sprinttävlingen. 
I Tyskland kallas hon Rotkäppchen (Rödluvan) eftersom hon har rött hår och bär röd mössa när hon tävlar.
Den 9 mars 2010 meddelade Kati Wilhelm att hon slutar sin aktiva karriär efter säsongen 2009/2010.

## Meriter

### Olympiska vinterspel
- 2002:
  - Sprint – guld
  - Stafett – guld
  - Jaktstart - silver
- 2006: 
  - Jaktstart – guld
  - Masstart – silver
  - Stafett – silver

### Världsmästerskap
- 2001: 
  - Sprint – guld
  - Stafett – silver
- 2003: Stafett – brons
- 2004: Stafett – brons
- 2005: 
  - Stafett – silver
  - Mixed stafett – brons
- 2007:
  - Stafett - guld
  - Masstart - brons
- 2008
  - Stafett - Guld
- 2009
  - Sprint - Guld

### Världscupen

#### Världscupen totalt
- Segrare: 2005/2006
- Tvåa: 2004/2005, 2006/2007, 2008/2009

#### Världscupen, delcuper
- Segrare:
  - Sprint: 2004/2005, 2005/2006
  - Jaktstart: 2005/2006, 2008/2009

#### Världscuptävlingar
- 21 segrar